# Ángeles de la muerte
Ángeles de la muerte es el segundo libro de la autor uruguayo Emiliano Zecca. Fue publicado por editorial Debate en 2020.

## Sinopsis
“Ángeles de la muerte. Los enfermeros que iban a ser asesinos seriales” es una investigación periodística sobre hechos reales.
El libro cuenta la historia de dos enfermeros que fueron acusados de cometer cientos de homicidios y que estuvieron tres años en la cárcel sin condena hasta que fueron absueltos en primera y segunda instancia judicial. A los dos enfermeros se los apodó: ángeles de la muerte, por estar relacionados con el tema de la eutanasia, todo pasó a ser tema central de las conversaciones durante semanas y la historia recorrió el mundo.
Fue ubicado entre los libros superventas de octubre 2020, según la Cámara Uruguaya del Libro,
y galardonado en la categoría: Memorias, testimonios y biografías, con el Premio Bartolomé Hidalgo en 2021.